# São Francisco (São Tomé)
São Francisco é uma aldeia de São Tomé e Príncipe, localiza-se no Distrito de Cantagalo, ilha de São Tomé, próxima às localidades de São Paulo, de São Vicente e de Marilene.